# Cikeusal Kidul
Cikeusal Kidul is een bestuurslaag in het regentschap Brebes van de provincie Midden-Java, Indonesië. Cikeusal Kidul telt 5577 inwoners (volkstelling 2010).